# Atrichopleura congener
Atrichopleura congener är en tvåvingeart som beskrevs av Collin 1933. Atrichopleura congener ingår i släktet Atrichopleura och familjen dansflugor. Inga underarter finns listade i Catalogue of Life.